# Муроягун
Муроягун (в верховье Сыктъяун; устар. Муро-Ягун) — река в России, протекает по территории Сургутского района Ханты-Мансийского автономного округа. Устье реки находится в 450 км по правому берегу реки Тромъёган. Длина реки — 42 км.

## Данные водного реестра
По данным государственного водного реестра России относится к Верхнеобскому бассейновому округу, водохозяйственный участок реки — Обь от впадения реки Вах до города Нефтеюганск, речной подбассейн реки — Обь ниже Ваха до впадения Иртыша. Речной бассейн реки — (Верхняя) Обь до впадения Иртыша.